# Фронт без флангов
«Фронт без фла́нгов» — советский двухсерийный художественный фильм о Великой Отечественной войне, снятый в 1975 году режиссёром Игорем Гостевым по мотивам документального романа Семёна Цвигуна «Мы вернёмся».
Первый фильм трилогии о партизанах и военных разведчиках — «Фронт без флангов» (1975), «Фронт за линией фронта» (1977) и «Фронт в тылу врага» (1981).

## Сюжет
События фильма воспроизводят период лета 1941 года и начала Битвы за Москву.
В конце лета 1941 года бывший директор школы, ставший чекистом, майор Млынский с небольшой группой солдат 315-го полка 41-й стрелковой дивизии оказывается на оккупированной немцами территории. Подбирая группы красноармейцев из других частей, Млынский берёт на себя командование новым отрядом. Враг получает у себя в тылу хорошо организованный отряд разведчиков и народных защитников от карателей и полицаев.

## В ролях

### СССР
- Вячеслав Тихонов — Иван Петрович Млынский, майор
- Олег Жаков — дед Матвей Егорович
- Александр Денисов — Вакуленчук, мичман
- Тофик Мирзоев — Гасан Алиев, комиссар
- Семён Морозов — Серёгин, капитан
- Галина Польских — Зина, медсестра
- Иван Переверзев — отец Павел (Павел Иванович Воробьёв)
- Евгений Шутов — Охрим Шмиль
- Владимир Ивашов — Афанасьев, капитан
- Владимир Заманский — Николай Сергеевич, командир партизанского отряда
- Валентин Печников — Петр Сергеевич Иванов
- Евгений Леонов-Гладышев — Семён Бондаренко
- Светлана Суховей — Наталья Бондаренко, жена Семёна, радистка
- Алексей Борзунов — лейтенант / перебежчик Петренко
- Павел Кормунин — Игнат Осыка
- Людмила Полякова — Клавдия Герасимовна, председатель колхоза
- Анатолий Соловьёв — Захар Петрович

### ГДР
- Ханньо Хассе — генерал-полковник фон Хорн
- Юрген Фрорип — полковник Кемпе
- Харри Питч — штандартенфюрер Карл Вольф
- Хорст Шульце — генерал

### Озвучивание
- Артём Карапетян — текст за кадром

## Съёмочная группа
- Автор сценария: Семён Цвигун (в титрах указан как Семён Днепров)
- Режиссёр: Игорь Гостев
- Оператор: Александр Харитонов
- Художники: Александр Самулекин, Василий Голиков
- Композитор: Вениамин Баснер
- Тексты песен: Михаил Матусовский

## Производство
Спустя два года после выхода в журнале «Огонёк» документального романа Семёна Цвигуна «Мы вернёмся» это произведение было предложено для экранизации на киностудии «Мосфильм».
Автор романа — заместитель Председателя КГБ СССР генерал Семён Цвигун — хорошо знал о событиях, описанных в книге, и активно помогал творческой группе в создании фильма. Он взял псевдоним Семён Днепров и под таким именем обозначен в титрах и в постановлениях ЦК ВЛКСМ и Совета Министров РСФСР о присуждении ему премий Ленинского комсомола и Совета Министров РСФСР за сценарий. По некоторым данным, сценарий писал кинодраматург Вадим Трунин, а Цвигун осуществлял общее руководство.

## Награды
- 1975 — 8 Всесоюзный кинофестиваль в Кишинёве — главный приз
- 1978 — Государственная премия РСФСР имени братьев Васильевых — удостоены сценарист Семён Цвигун, режиссёр Игорь Гостев, оператор Александр Харитонов, художник Александр Самулекин, актёры Олег Жаков, Галина Польских
- 1978 — V Международный кинофестиваль в Ташкенте — специальный диплом и приз Совета Министров Узбекской ССР
- 1975 — режиссёр Игорь Гостев награждён золотой медалью имени А. П. Довженко за создание фильма
- 1979 — Премия Ленинского комсомола — удостоены сценарист Семён Цвигун, режиссёр Игорь Гостев, актёры Вячеслав Тихонов, Иван Лапиков